# أرت غاردنر
أرت غاردنر (بالإنجليزية: Art Gardner)‏ هو لاعب كرة قاعدة أمريكي، ولد في 21 سبتمبر 1952 في Madden, Mississippi ‏ في الولايات المتحدة.

## وصلات خارجية
- أرت غاردنر على موقع الدوري الياباني لكرة القاعدة (الإنجليزية)
- أرت غاردنر على موقعبيزبول رفرنس.كوم (الدوري الرئيسي) (الإنجليزية)
- أرت غاردنر على موقع مشجعي الرسوم البيانية (الإنجليزية)